# Alexandra Milchan
Alexandra Milchan (* 1. Januar 1972 in Tel Aviv) ist eine französische Filmproduzentin.
Milchan wuchs als Tochter des israelischen Filmproduzenten und Kaufmanns Arnon Milchan in Paris auf. Sie begann ihre Laufbahn im Filmgeschäft ab 1993 als Assistentin bei Regency Enterprises, der 1989 gegründeten Filmproduktionsfirma ihres Vaters. Sie blieb für 13 Jahre bei der Firma. In dieser Zeit war sie u. a. an Heat (1995) beteiligt. 1994 machte sie ihren Bachelorabschluss am Emerson College. Sie ist mit dem Produzenten Scott Lambert verheiratet, mit dem sie auch zusammenarbeitet. Sie verließ Regency und führte mit Emjag Productions ihre eigene Produktionsfirma als unabhängige Produzentin, bevor sie 2011 zurückkehrte und als executive VP of production tätig wurde 2013 trat sie von dieser Stellung zurück. Seither ist wieder gemeinsam mit ihrem Vater ausschließlich mit ihrer eigenen Produktionsfirma aktiv.
An der Fernsehserie The Terror (2018–2019) war sie als Ausführende Produzentin beteiligt.
Für die Arbeit an Tár wurden sie, Scott Lambert und Todd Field, der den Film auch inszenierte, für den Oscar in der Kategorie Bester Film nominiert. Hinzu kamen weitere Nominierungen für diverse Filmpreise.

## Filmografie (Auswahl)
- 1998: Goodbye Lover
- 2007: Chapter 27 – Die Ermordung des John Lennon (Chapter 27)
- 2008: The Last Word
- 2008: Mirrors
- 2008: Street Kings
- 2008: Kurzer Prozess – Righteous Kill (Righteous Kill)
- 2009: Im Kreis der Acht (Circle of Eight)
- 2013: Paranoia – Riskantes Spiel (Paranoia)
- 2014: Shootout – Keine Gnade (Bullet to the Head)
- 2015: Naomi & Ely – Die Liebe, die Freundschaft und alles dazwischen (Naomi and Ely’s No Kiss List)
- 2019: The Silence
- 2019: The Red Sea Diving Resort
- 2019: The Ship – Das Böse lauert unter der Oberfläche (Mary)
- 2020: The 24th
- 2021: Intrusion
- 2022: Tár